# Ачар
Ачар (исп. Achar) — населённый пункт сельского типа на севере центральной части Уругвая, в департаменте Такуарембо.

## География
Расположен на автомобильной дороге № 43, в 10 км к востоку от её пересечения с национальным шоссе № 5. Абсолютная высота — 163 метра над уровнем моря.

## История
21 августа 1936 года получил статус села (Pueblo) согласно указу № 9.587.

## Население
Население по данным на 2011 год составляет 687 человек.
| Год  | Население |
| ---- | --------- |
| 1963 | 770       |
| 1975 | 608       |
| 1985 | 561       |
| 1996 | 637       |
| 2004 | 780       |
| 2011 | 687       |

Источник: Instituto Nacional de Estadística de Uruguay